# A120 (route russe)
Pour les articles homonymes, voir A120.
La route fédérale A-120 « Demi-anneau sud de Saint-Pétersbourg » (en russe : A120 «Санкт-Петербургское южное полукольцо»), est une route fédérale russe dans l'oblast de Léningrad. Longue de 149 km, elle commence à Bolchaïa Ijora, et passe par les villes de Gatchina, Oulianovka et Mga pour rejoindre Kirovsk.

## Histoire

### Construction
Le contournement a été construit par l'armée soviétique dans les années 1970 et reliait diverses installations militaires, principalement utilisées pour la défense aérienne. Il était initialement fermé aux civils.

### Avenir
Depuis plusieurs années, un nouveau périphérique autour de Saint-Pétersbourg est prévu parallèlement au périphérique Sud, qui s'appellera KAD-2. L'objectif de la nouvelle autoroute périphérique est de soulager la pression sur la ceinture périphérique A118 (KAD) existante. L'achèvement de la nouvelle autoroute périphérique est prévu pour 2035. La section ouest de l'A120, de Bolchaïa Ijora à Tosno, sera agrandie et intégrée à la nouvelle autoroute périphérique. 